# Finland
 For alternative betydninger, se Finland (flertydig). (Se også artikler, som begynder med Finland)
Finland (svensk: Finland, finsk: Suomi), officielt Republikken Finland (svensk: Republiken Finland, finsk: Suomen tasavalta), er et land i Nordeuropa. Det grænser op til Sverige i nordvest, Norge i nord, og Rusland i øst. Syd for Finland, på den anden side af Finske Bugt, ligger Estland. Som et nordisk land tilhører Finland den geografiske region Fennoskandinavien, der foruden Finland også består af Skandinavien (Danmark, Norge og Sverige). Af Finlands 5,62 millioner indbyggere (2024) bor størstedelen i den sydlige del af landet. 88,7 % af befolkningen er etniske finner, som taler det uralske sprog finsk, der ikke er beslægtet med de skandinaviske sprog. Landets anden hovedgruppe er finlandssvenskerne, som taler svensk (5,3 %). Finland er med sine 338.445 kvadratkilometer det ottendestørste land i Europa og det tyndest befolkede land i EU (18 indbyggere pr. kvadratkilometer). Landet er en parlamentarisk republik bestående af 292 fastlandskommuner (primo 2025) samt én selvstyrende region, Ålandsøerne med 16 kommuner. I hovedstaden Helsinki er der omkring 675.000 indbyggere, mens der i Hovedstadregionen er cirka 1,6 millioner, som samlet står for en tredjedel af landets BNP.  
Der har boet mennesker i Finland, siden isen trak sig tilbage for cirka 11.000 år siden. De første indbyggere var jægere og samlere, som brugte stenredskaber, der deler karakteristika med værktøj fundet i Estland, Rusland og Norge. Lertøj gjorde sit indtog i 5.200 f.Kr, da den kamkeramiske kultur kom til det finske område. Landbruget blev sandsynligvis først indført, da enkeltgravskulturen kom til det sydlige Finlands kystområder for omkring 5.000 år siden. I bronze- og jernalderen handlede man aktivt med andre fennoskandinaviske såvel som baltiske kulturer. Ved udgangen af jernalderen bestod det nuværende Finland af tre kulturelle områder: Det egentlige Finland, Tavastland og Karelen. 
Fra slutningen af 1200-tallet blev Finland gradvist integreret i det svenske rige. Det skete først og fremmest som følge af korstog, men også gennem svensk kolonisering af de finske kyster. I dag er svensk stadig et af Finlands to officielle sprog. I 1809 blev Finland indlemmet i Det Russiske Kejserrige som et selvstændigt storfyrstendømme. I 1906 blev Finland det første land i Europa, der gav alle sine voksne indbyggere stemme- og valgret. I 1917 erklærede Finland sig i kølvandet på Den Russiske Revolution for uafhængigt. 
I 1918 blev den unge stat ramt af borgerkrig. På den ene side stod de probolsjevikiske røde, som blev støttet af Sovjetrusland, og på den anden de hvide med støtte fra Det Tyske Kejserrige. Efter et mislykket forsøg på at indføre monarki blev landet officielt en republik. Under 2. verdenskrig forsøgte Sovjetunionen gentagne gange at invadere Finland. Landet formåede at bevare sin uafhængighed, men mistede store dele af Karelen, Salla, Kuusamo, Petsamo og nogle øer til russerne. I 1955 blev Finland medlem af FN og har siden da forholdt sig neutralt i militærpolitiske anliggender. VSB-aftalen af 1958 gav dog Sovjetunionen en vis indflydelse på finsk politik under Den Kolde Krig. Finland  blev medlem af OECD 1969, Den Europæiske Union 1995, Eurozonen 1999 og NATO 2023.
Finland blev relativt sent industrialiseret, og finnerne levede primært af landbrug indtil 1950'erne. Efter 2. verdenskrig krævede og opnåede Sovjetunionen, at Finland betalte krigsskadeserstatning i form af materiel såsom skibe og maskiner, hvilket tvang landet ind i en industrialisering. Landet udviklede hurtigt en stærk økonomi og opbyggede et udbygget velfærdssamfund baseret på den skandinaviske model. Finland er i dag et af verdens rigeste lande  og topscorer, når det gælder uddannelse, økonomisk konkurrenceevne, borgerrettigheder, livskvalitet og levevilkår. Finland vurderes således at have et af de bedste uddannelsessystemer i Europa, verdens bedste demokrati og regnes i mange undersøgelser blandt de allerbedste lande i verden at leve i. I 2015 lå Finland på førstepladsen på både World Human Capital-listen og pressefrihedsindekset. Landet har siden 2011 rangeret som det mest stabile land i verden og har desuden den næsthøjeste grad af ligestilling mellem mænd og kvinder.

## Etymologi

### Finland
To runestene er blandt de første skrevne vidnesbyrd om navnet Finland. I Uppland i Sverige findes en sten (U 582) med inskriptionen "finlonti". På Gotland kan man på en sten (G 319) læse påskriften "finlandi", der menes at være fra 1200-tallet.

### Suomi
Oprindelsen til navnet Suomi (finsk for Finland) er usikker, men ordet kan have udviklet sig fra det protobaltiske ord "*zeme", der betyder "land". Ud over de sprog, der er tætbeslægtede med finsk (de østersøfinske sprog), bruges dette ord også i de baltiske sprog lettisk og litauisk. Alternativt er det indoeuropæiske ord "*gʰm-on", der betyder "menneske" (jævnfør gotisk "guma" og latin "homo"), blevet foreslået via et lån som "*ćoma". Ordet henviste oprindeligt kun til provinsen Egentliga Finland og senere til den nordlige kyst af Den Finske Bugt, hvor nordlige områder som Österbotten ikke hørte med så sent som i det 1700-tallet. Tidligere teorier foreslog en afledning fra "suomaa" ("lavmoseland") eller "suoniemi" ("lavmosenæs"). Andre forskere har peget på paralleller til "saame" (samerfolket i det nordlige Finland) eller "Häme" (et finsk folk og en provins). Disse teorier anses i dag for at være gendrevet.

## Historie

### Forhistorie
Ifølge arkæologiske fund blev det område, der nu kendes som Finland, beboet senest for omkring 10.500 år siden, i stenalderen, da isen trak sig tilbage efter den sidste istid. Genstande fundet efter disse første bosættere har samme karakteristiske træk som tilsvarende genstande fundet i Estland, Rusland og Norge. De tidligste beboere var jægere og samlere, der brugte stenredskaber. De første eksempler på potteskår stammer fra 5.200 f.Kr. ved indledningen til den kamkeramiske kultur. Enkeltgravskulturen i de sydlige, kystnære dele af Finland daterer sig til mellem 3.000 og 2.500 f.Kr. og menes at være indført simultant med, at det første landbrug opstod. Også efter landbrugets indførelse fortsatte jagt og fiskeri med at spille en vigtig rolle i en tid med langsomt øget velstand.
Bronzealderen (1.500-500 f.Kr.) og jernalderen (500 f.Kr.-1.200 e.Kr.) var karakteriseret ved ret sporadisk kontakt med andre kulturer i det fennoskandinaviske område og Østersøregionen. Der er ikke enighed om, hvornår der første gang blev talt uralske og indoeuropæiske sprog i det, der nu er Finland. I løbet af det første årtusind efter vor tidsregning blev et tidligt finsk talt i hvert fald i landbrugsbosættelser i det sydlige Finland, mens samisk var sproget, man talte i størstedelen af resten af området. 

### Den svenske periode
Kong Erik Eriksson var formodentlig den første af de svenske konger, der fra midten af det 12. til midten af det 13. århundrede sikrede Sverige overherredømmet over hele Finland. Det skete i forbindelse med de nordiske korstog, hvor de kristne konger i specielt Danmark og Sverige sammen med tyske fyrster søgte at udbrede kristendommen til de hedenske stammer i Østersøegnene. I århundrederne herefter slog en del svenskere sig ned, især i kystområderne af landet, og svensk blev det dominerende sprog i overklassen, i administrationen og i uddannelsesvæsenet; finsk var primært et sprog brugt af bønderne, gejstligheden og de lokale domstole i de områder, der primært var beboet af finner.
Under reformationen konverterede finnerne efterhånden til lutheranismen efter den svenske konges konvertering. I det 16. århundrede udgav Mikael Agricola det første trykte værk på finsk. Det første universitet i landet, Det kongelige Akademi i Åbo, blev etableret i 1640. Finland blev ramt af en voldsom hungersnød 1696-97, hvorunder omkring en tredjedel af landets befolkning omkom. I det 18. århundrede lå Sverige ofte i krig med Rusland, og det førte til, at Finland i to omgange blev besat af russiske styrker. Disse to perioder kendes som henholdsvis den Stora ofreden (1714–21) og den Lilla ofreden (1742–43). I denne periode var "Finland" betegnelsen for området mellem den Botniske Bugt og Rusland.

### Russisk overherredømme
I begyndelsen af det 19. århundrede kom Sverige og Rusland igen i krig med hinanden i det, der kendes som den finske krig (1808–09). Denne gang sejrede russerne, og Finland blev erobret af zar Alexander 1. Landet blev derpå et selvstyrende storfyrstendømme i personalunion med det russiske imperium. I 1811 indlemmede Alexander også de russiske provinser Viborg og Kexholm. Disse provinser, "Gammel Finland", er blevet erobret fra Sverige i 1743 or 1721. Landet fik i høj grad lov til at passe sig selv, hvilket – i tråd med de nationalistiske strømninger over hele Europa – gav plads til en finsk national forståelse, især fra omkring 1860, hvor det finske sprog efterhånden blev det dominerende. Udgivelsen af det finske nationale epos Kalevala (1835) medvirkede til dette, og i løbet af århundredet blev svensk afløst af finsk også i administrationen, selv om det først var i 1892, at finsk blev ligestillet med svensk ved domstolene. Landet fik også egne frimærker og møntfod, den finske mark (fra 1860). 
En ny hungersnød i 1866-68 kostede omkring 15% af den finske befolkning livet. Det førte til mindskede økonomiske krav fra det russiske overherredømme samt forøgede investeringer i landet fra Rusland, og snart voksede Finlands økonomi voldsomt. Alligevel var BNI per indbygger under en tredjedel af den, der fandtes i Storbritannien på samme tid.
I 1906 blev der indført almindelig valgret i storfyrstendømmet Finland. Efterhånden blev forholdet mellem Finland og Rusland spændt, da den russiske regering forberedte skridt til at indskrænke finnernes autonomi. Således var folkestyret i praksis meningsløst, idet zaren skulle godkende alle love, som var vedtaget af det finske parlament. Der blev derfor skabt grobund for uafhængighedsønsker blandt radikale liberalister og socialister. 

### Borgerkrig og selvstændighed
Efter Februarrevolutionen i Rusland blev Finlands position som en del af det russiske imperium et emne for diskussion, især i socialdemokraterne i Rusland. Mens det var klart, at zaren var overhoved for Rusland, var det mindre oplagt, hvem der egentlig kunne siges at stå i spidsen for Finland efter revolutionen. Parlamentet, som havde socialdemokratisk ledelse vedtog den såkaldte Magtbeføjelseslov, som gav den afgørende autoritet til parlamentet. Dette blev afvist af den russiske provisoriske regering og af højrefløjspartierne i Finland. Den provisoriske regering opløste det finske parlament med magt, hvilket socialdemokraterne betragtede som ulovligt, idet retten til at gøre sådan var fjernet fra russerne ved Magtbeføjelsesloven. 
Nye valg blev afholdt, og højrefløjen vandt med snævert flertal. Nogle socialdemokrater nægtede at acceptere resultatet og hævdede fortsat, at opløsningen af parlamentet var uden retslig baggrund (og at det afholdte valg var ugyldigt). De to næsten lige store politiske blokke, højrefløjen og socialdemokraterne, stod stejlt over for hinanden. 
Oktoberrevolutionen i Rusland ændredes situationen endnu en gang. Højrefløjen vendte med ét rundt og begyndte at genoverveje deres beslutning om at blokere for overførelsen af den højeste udøvende magt fra den russiske regering til Finland, da radikale kommunister overtog magten i Rusland. Men for ikke at komme til at se ud, som om de bøjede sig for den socialdemokratiske Magtbeføjelseslov fra nogle måneder forinden, erklærede højrefløjen i stedet Finland selvstændigt den 6. december 1917.
Det udløste i 1918 en kort og meget bitter borgerkrig, som prægede landet i årene derefter. Krigen blev officielt indledt 27. januar ved to uafhængige begivenheder. Regeringen påbegyndte en afvæbning af de russiske styrker i Österbotten, og samtidig forsøgte socialdemokraterne at gennemføre et regeringskup. I begge tilfælde blev der affyret skud, og ved kupforsøget lykkedes det socialdemokraterne at få kontrol over det sydlige Finland og Helsingfors, men den hidtidige højrefløjsregering (de hvide) fortsatte med at holde gang i et parlament i eksil fra Vaasa. Denne situation satte gang i borgerkrigen, hvorunder de hvide med støtte fra det tyske kejserrige sejrede over de røde. Efter krigen blev titusinder af røde og mistænkte sympatisører internerede i lejre, hvor tusinder døde ved henrettelse eller som følge af underernæring eller sygdom. Et indædt social og politisk fjendskab blev herved skabt mellem de røde og de hvide og vedblev at herske helt til efter vinterkrigen. Borgerkrigen samt aktivistiske ekspeditioner til Sovjetunionen betød desuden øgede spændinger i relation til den store nabo mod øst. 
Efter en overgang med et monarki blev Finland en republik efter præsidentmodellen med Kaarlo Juho Ståhlberg valgt som landets første præsident i 1919. Den finsk-russiske grænse blev fastslået ved Tartutraktaten i 1920 og fulgte nogenlunde den historiske grænse, men gav Petsamo og områdets havne ved Barentshavet til Finland, så landet kom til at ligge mellem Norge og Rusland. Det finske demokrati undgik at blive genstand for et sovjetisk kup og overlevede den antikommunistiske Lappobevægelse. Forholdet mellem Finland og Sovjetunionen var spændt, og forbindelsen med Tyskland var heller ikke for god. Det finske militær blev oplært i Frankrig i stedet, og forbindelserne til Sverige og resten af Vesteuropa blev styrket.
I 1917 var befolkningstallet på 3 millioner. En landbrugsreform på kredit blev gennemført efter borgerkrigen. Det førte til en stigning i den del af befolkningen, der selv havde kapital. Omkring 70% af befolkningen var beskæftiget i landbruget og 10% i industrien. De største eksportmarkeder var Storbritannien og Tyskland.

### Anden verdenskrig
Under anden verdenskrig var Finland allieret med aksemagterne, Nazityskland, Italien og andre pro nazistiske stater som bl.a. Ungarn og Rumænien. Finland kæmpede to gange mod Sovjetunionen: Første gang i vinterkrigen 1939–40, efter at Sovjetunionen havde angrebet landet, og igen i fortsættelseskrigen i 1941-44 i kølvandet på operation Barbarossa, i hvilken Nazityskland invaderede Sovjetunionen. I 872 dage belejrede tyskerne Leningrad, Sovjetunionens næststørste by. Belejringen af Leningrad resulterede i omkring en million døde af byens befolkning. Finske tropper kontrollerede nogle områder omkring byen, men nægtede selv at angribe eller lade tyskerne bruge disse områder som basis for deres angreb; det er fortsat et kontroversielt emne, om de finske tropper primært var behjælpelige med belejringen eller var modstræbende i dette. Efter at have kæmpet mod en stor sovjetisk offensiv i juni-juli 1944 fik finnerne våbenstilstand, men snart efter fulgte Laplandskrigen i 1944–45, hvor Finland trængte tyske styrker ud af Nordfinland.
Traktaterne, der blev undertegnet med Sovjetunionen i 1947 og 1948, indeholdt forpligtelser, begrænsninger og skadesudbedringer for Finland foruden flere territoriale afgivelser, som allerede var begyndt med fredstraktaten i Moskva i 1940. Som et resultat af de to krige blev Finland tvunget til at afstå det meste af Karelen, området omkring Salla og Petsamo, hvilket udgjorde omkring ti procent af landets areal og tyve procent af dets industrielle kapacitet, herunder havnene i Vyborg og Liinakhamari – sidstnævnte en isfri havn ved Barentshavet. Næsten hele befolkningen i disse områder, omkring 400.000 mennesker, flygtede efter denne aftale. Finland undgik at blive besat af Sovjetunionen og beholdt sin selvstændighed, men anden verdenskrig kostede landet omkring 93.000 faldne soldater, hvilket i forhold til landets samlede befolkning var det tredjehøjeste under krigen. 
Finland valgte ikke at tage imod Marshall-hjælp som følge af Sovjetunionens indirekte pres. Imidlertid sørgede USA hemmeligt for udviklingsbistand og støttede det stadigt antikommunistiske Socialdemokrati i håbet om at bevare Finlands selvstændighed. I bestræbelserne på at skabe samhandel med vestlige magter som Storbritannien samt for at opfylde deres forpligtelser om reparationer i Sovjetunionen kom der for alvor tryk på industrialiseringen i Finland. Som eksempel blev virksomheden Valmet skabt for at skabe materialer til krigsskadeserstatninger. Men også efter at reparationsforpligtelserne var afsluttet fortsatte Finland, der var fattig på visse ressourcer, der er nødvendige i en industrialiseret nation (som olie og jern), med at have tætte handelsforbindelser med Sovjetunionen inden for bilaterale rammer.

### Den kolde krig
I 1950 var halvdelen af den finske arbejdskraft beskæftiget i landbruget, mens en tredjedel boede i byområder. De nye jobs inden for fremstilling, service og handel tiltrak snart folk til byerne. Det gennemsnitlige antal fødsler pr. kvinde faldt fra et babyboom på 3,5 i 1947 til 1,5 i 1973. Da de store årgange var klar til arbejdsmarkedet, kunne økonomien ikke skabe arbejdspladser hurtigt nok, og hundredvis emigrerede til det mere industrialiserede Sverige, flest i 1969–70. Finland blev efterhånden en ikke ubetydelig part i internationale relationer og blev i 1955 medlem af Nordisk Råd, den eneste vestlige samarbejdsorganisation, som Sovjet dengang accepterede for Finland. Sommer-OL 1952 i Helsinki bragte mange internationale gæster til landet, og Finland var med bakke op om lettelser i verdenshandelen via deltagelse i Verdensbanken, den Internationale Valutafond og GATT-aftalen. 
Finland var officielt neutralt i den kolde krig, men befandt sig i en slags gråzone mellem Vesten og Sovjetunionen. Den finsk-sovjetiske pagt fra 1948 om venskab, samarbejde og gensidig bistand gav Sovjetunionen en vis indflydelse på finsk indenrigspolitik. Dette udnyttede præsident Urho Kekkonen i stort omfang mod sine modstandere og sikrede sig et effektivt monopol på sovjetrelationer fra 1956 og frem, hvilket var afgørende for hans fortsatte popularitet. I landets politik var der en tendens til at undgå lovgivning og udtalelser, der kunne opfattes som antisovjetiske. Dette fænomen fik betegnelsen "finlandisering" af den tyske presse og har siden fået en bredere betydning for et forhold, hvor et land efterhånden de facto mere eller mindre skjult underordner sig en anden stat. 
Trods de tætte relationer til Sovjetunionen forblev Finland en del af den vesteuropæiske markedsøkonomi. Mange virksomheder profiterede af handelsprivilegierne med Sovjetunionen, hvilket også er med til at forklare den udbredte støtte til den prosovjetisk politik fra forretningslivet i Finland. Den økonomiske vækst i efterkrigstiden var stor, og i 1975 var Finlands BNI den 15. største i verden. I 1970'erne og 1980'erne opbyggede landet et af de mest omfattende velfærdsstater i verden. Finland forhandlede sig frem til en aftale med EEC (en forgænger for EU), der næsten ophævede told mellem landet og EEC fra 1977, selv om Finland ikke var en del af fællesskabet. 
I 1981 måtte Kekkonen trække sig tilbage af helbredsgrunde efter 25 år på præsidentposten. I de følgende år oplevede Finland en dyb recession som følge af blandt andet fejlberegnede makroøkonomiske beslutninger, en bankkrise, kollapset af Sovjetunionen, der var den hidtidigt vigtigste handelspartner, samt en global økonomisk nedgang. Nedgangen nåede bunden i 1993, hvorefter Finland i de følgende år oplevede en solid økonomiske vækst.

### Nyeste historie
I lighed med de øvrige nordiske lande har Finland liberaliseret sin økonomi siden slutningen af 1980'erne. Reguleringen af finansielle og produktmarkedsmæssige forhold blev løsnet. Nogle statslige virksomheder blev privatiserede, og der har været gennemført nogle mindre skattenedsættelser. Finland blev medlem af EU i 1995 og Eurozonen i 1999, og i 2002 udskiftede landet den finske mark med euroen.
Befolkningen ældes efterhånden med en fødselsrate på 10,42 pr. 1000 indbyggere, hvilket giver en fertilitet på 1,8. Med en aldersmedian på 41,6 år er Finland et af de lande i verden med den ældste befolkning, og halvdelen af de personer, der har valgret, estimeres til at være 50 år eller ældre. Som i mange andre europæiske lande forventes Finland, hvis der ikke gennemføres reformer eller åbnes for meget større immigration, at komme til at kæmpe med den demografiske aldersspredning, også selv om den makroøkonomiske situation er i bedre stand end de fleste andre veludviklede lande. 

## Politik
Det politiske system er defineret af Finlands grundlov. Landet er et repræsentativt demokrati, som tidligere bestod af et semipræsidentielt parlamentisk system, men nu er præsidentposten stort set et repræsentativt embede. Landets indbyggere stemmer ved lokale valg, parlamentsvalg og valg til Europa-Parlamentet.
Ifølge grundloven er Finlands præsident statsoverhoved og ansvarlig for udenrigspolitik (hvortil ikke hører EU-forhold) sammen med kabinettet. Præsidenten er endvidere øverstbefalende, stadfæster lovene og udpeger ministre og højere tjenestemænd samt giver disse deres afsked. Præsidenten vælges ved direkte valg for en seksårs periode og kan genvælges én gang. Den nuværende præsident er Sauli Niinistö (Samlingspartiet).
Finlands parlament (finsk: Eduskunta, svensk: Riksdagen) er et etkammersystem med 200 sæder. Det har til opgave at beslutte de generelle love i landet, at ændre love og grundloven, gennemtvinge kabinettets afskedigelse samt omgøre præsidentens vetoer. Parlamentets beslutninger kan ikke gøres til genstand for retslig prøvelse. Parlamentet nedsætter forskellige udvalg, der lytter til eksperter og forbereder lovgivning. Valg til parlamentet foregår ved proportionale valg for fireårs perioder. Parlamentets formand er for øjeblikket Matti Vanhanen (Centerpartiet). Kabinettet har i praksis magten i landet. I spidsen står statsministeren, og derudover består kabinettet af udvalgte ministre samt "ex officio"-medlemmet, justitiekansleren. Kabinettets sammensætning besluttes af parlamentet ved flertalsvalg, og det kan ændres ved et mistillidsvotum. Den nuværende statsminister er Sanna Marin (Socialdemokraterne).
Siden den lige valgret blev indført i 1906 har parlamentet været domineret af Centerpartiet (tidligere Landbounionen), Samlingspartiet og Socialdemokratiet, som gennem tiden har været nogenlunde lige store og tilsammen har opnået 65-80% af stemmerne. Efter 1944 var kommunisterne er betragtelig faktor i nogle årtier. Ved valget i 2011 fik partiet De Sande Finner bemærkelsesværdig fremgang fra 5 til 39 pladser i parlamentet, hvorved partiet blev større end Centerpartiet. Det selvstyrende Ålandsøerne har egne valg, og ved valget i 2007 blev De Liberale på Åland det største parti. 
Sammenlignet med resultaterne fra Rigsdagsvalget i 2015 blev udfaldet ved Rigsdagsvalget i april 2019 følgende:
|                                                                                                 |                                  |           |           |         |           |          |           |
| Partier                                                                                         | Partier                          | Stemmer   | Stemmer   | Procent | Procent   | Mandater | Mandater  |
| Partier                                                                                         | Partier                          | #         | ±         | %       | ±         | #        | ±         |
|                                                                                                 | Socialdemokraterne               | 546.471   | +56.369   | 17,73   | +1,22     | 40       | +6        |
|                                                                                                 | De Sande Finner                  | 538.805   | +14.751   | 17,48   | −0,17     | 39       | +1        |
|                                                                                                 | Samlingspartiet                  | 523.957   | -16.255   | 17,00   | −1,20     | 38       | +1        |
|                                                                                                 | Centerpartiet                    | 423.920   | -202.298  | 13,76   | -7,34     | 31       | -18       |
|                                                                                                 | Grønt Forbund                    | 354.194   | +101.092  | 11,49   | +2,96     | 20       | +5        |
|                                                                                                 | Venstreforbundet                 | 251.808   | +40.106   | 8,17    | +1,04     | 16       | +4        |
|                                                                                                 | Svensk Folkeparti                | 139.640   | -5.162    | 4,53    | -0,35     | 9        | 0         |
|                                                                                                 | Kristendemokraterne              | 120.144   | +15.010   | 3,90    | +0,36     | 5        | 0         |
|                                                                                                 | Liike Nyt                        | 69.427    | Nyt parti | 2,25    | Nyt parti | 1        | Nyt parti |
|                                                                                                 | Andre                            | 83.607    |           | 3,69    |           | 1        | 0         |
| Total                                                                                           | Total                            | 3.081.916 |           | 100,00  |           | 200      |           |
|                                                                                                 |                                  |           |           |         |           |          |           |
| Gyldige stemmer                                                                                 | Gyldige stemmer                  | 3.081.916 |           | 99,42   |           |          |           |
| Ugyldige/blanke stemmer                                                                         | Ugyldige/blanke stemmer          | 17.844    |           | 0,58    |           |          |           |
| Stemmer afgivet i alt                                                                           | Stemmer afgivet i alt            | 3.099.760 |           | 100,00  |           |          |           |
| Stemmeberettigede/valgdeltagelse                                                                | Stemmeberettigede/valgdeltagelse | 4,510,040 |           | 68,73%  |           |          |           |
| Kilde: Vaalit/Ministry of Justice Arkiveret 18. september 2019 hos Wayback Machine (på engelsk) |                                  |           |           |         |           |          |           |

### Lov og ret
Det retlige system er delt mellem retsinstanser for civile og kriminelle forhold og retsinstanser for forvaltningen af forholdet mellem offentligheden og de administrative organer. Finsk lovgivning er kodificeret og baseret på svensk lov og i bredere perspektiv på borgerlig ret og romerretten. Retssystemet for civile og kriminelle forhold består af lokale retsinstanser, regionale appelretsinstanser og en højesteret, og på forvaltningssiden har man forvaltningsdomstole og en forvaltningshøjesteret. Ved siden af disse to retsgrene har man enkelte specialdomstole i visse grene af forvaltningen. Der er også en rigsret for kriminelle anklager mod visse højtstående poster.
Der er en meget høj grad af tillid hos befolkningen til landets sikkerhedsinstitutioner. Den samlede kriminalitet i Finland er ikke høj i sammenligning med resten af EU. Dog er der visse kriminalitetstyper, hvor landet har høje tal; således er det relative mordtallet det højeste i Vesteuropa med mere end 32 mord pr. en million indbyggere.
Finland har en lav grad af korruption og har i mange år hørt til blandt de allerbedste lande i verden på området. Blandt forklaringerne på dette nævner Transparency International, at landet har en stor åbenhed i forvaltningen, høj BNI per indbygger, højt uddannelsesniveau, lav ulighed og høj prioritering af menneskerettigheder. Landet er dog ikke perfekt, og der har været rejst kritik fra GRECO om skjult partistøtte i forbindelse med parlamentsvalg. Dette udløste en politisk skandale i landet, da oplysningerne om de reelle støttebeløb kom frem i årene efter valget.

### Udenrigsrelationer
Ifølge grundloven er det præsidenten, der står i spidsen for Finlands udenrigsforhold i samarbejde med parlamentet. Dette gælder ikke EU-forhold, som parlamentet alene styrer. Landet gør et stort arbejde for at fremme internationalt samarbejde, og den tidligere præsident Martti Ahtisaari, der sad på posten 1992-2000, modtog i 2008 Nobels fredspris for sin indsats.
Inden for EU har Finland skiftet holdning til et fælles forsvar, som man først ikke ville modsætte sig, men senere med udenrigsminister Erkki Tuomioja og præsident Halonen i spidsen officielt er gået imod.

### Velfærdsstaten
I slutningen af 1980'erne havde Finland et af verdens mest veludviklede velfærdssystemer, der sikrede rimelige levevilkår for alle finner. Siden da er der foretaget visse nedskæringer, men systemet er stadig et af de mest omfattende i verden. Systemet, der blev skabt næsten fuldstændigt i løbet af de første tredive år efter anden verdenskrig, havde sit udspring i en traditionel nordisk tro på, at staten ikke forsøger at hindre borgernes velbefindende, men kan gribe ind på en ordentlig måde på deres vegne. Ifølge nogle socialhistorikere var grundlaget for denne opfattelse en relativt fredelig historisk udvikling, der havde tilladt en gradvis opståen af frie og uafhængige bønder i de nordiske lande og begrænset adelens magt, og den efterfølgende dannelse af en magtfuld højreorienteret politisk dominans. Finlands historie har været mere turbulent end de øvrige nordiske landes historie, men ikke værre, end at landet uden større problemer har kunnet følge deres udvikling på det sociale område.

### Militær
Det finske forsvar består af et korps af professionelle soldater (primært officerer og teknisk personel), der i disse år står i spidsen for indkaldte værnepligtige og en større gruppe reservister. Standardberedskabet er på 34.000 uniformerede personer, hvoraf 25% er professionelle soldater. Landet har generel værnepligt for alle mandlige unge, der på et tidspunkt efter det fyldte 18 år skal aftjene seks til tolv måneders militær værnepligt eller tolv måneders civil værnepligt. Militærnægtere kan aftjene en alternativ civil værnepligt, og kvinder kan frivilligt melde sig som værnepligtige, hvilket gøres af omkring 500 kvinder årligt. 
Det finske forsvar støtter partnerskab med vestlige institutioner som NATO, Vestunionen og EU, men er forsigtige med at undgå at blande sig i politik. I lyset af Ruslands invasion af Ukraine ansøgte Finland imidlertid 18. maj 2022 om medlemskab af NATO; landet blev medlem 4. april 2023. Det finske militærbudget er på €2 milliarder, hvilket svarer til 1,4-1,6 % af landets BNI. Militærudgifterne er de sjettehøjeste i EU, og de tredjehøjeste, hvis man også indregner værnepligten. Frivillig udsendelse på militærmissioner er populære, og finske tropper deltager i fredsbevarende missioner under FN, NATO og EU mange steder i verden.
Det finske forsvar står under den øverstbefalendes kommando, som står direkte under præsidenten, hvad angår store militære beslutninger. Forsvaret består af en hær, en flåde og et luftvåben. Grænsekontrollen hører egentlig under indenrigsministeriet, men den kan inddrages under forsvaret, hvis der er behov for det.

## Geografi
Finland er et af verdens nordligst beliggende lande. Det ligger mellem 59° og 71° N samt 20° og 32° Ø, og omkring en tredjedel af landet ligger nord for polarcirklen. Hvis man ser på hovedstæder, er det blot Reykjavik i Island, der ligger nordligere på verdensplan end Helsinki. Landet er længst i nord-sydlig retning med 1.160km mellem det sydligste punkt, Hangö, og det nordligste, Nuorgam. Den længste øst-vestlige strækning er på 540km, som er afstanden mellem Ilomantsi og Närpes. Med udgangspunkt i landets kulturgeografiske opdeling taler man om "Nordfinland" fra omkring det sted, hvor Oulujärvi ligger, selv om søen objektivt set ligger lidt syd for midten. Samtidig kalder man landskabet omkring Jyväskylä for "Midtfinland", selv om det reelt ligger et pænt stykke mod syd.
Landet grænser op til Rusland mod øst med en grænselængde på 1.269 km, mens grænsen mod Norge mod nord er på 716 km, og grænsen mod Sverige mod nordvest er på 536 km og hovedsageligt udgøres af elvene Konkämä, Muonio og Torne. Derudover afgrænses Finland af forskellige dele af Østersøen: Mod vest af Botniske Bugt og mod syd af Finske Bugt. Vandet fra praktisk taget alle søer og elve i Finland ender på et tidspunkt i Østersøen; eneste undtagelse er de vandløb, der strømmer fra den nordlige side af Maanselkä, hvis vand ender i Ishavet. På grund af ringe fordampning og den stadige ferskvandstilstrømning er saltindholdet i havene omkring Finland væsentligt mindre end i verdenshavene. Med en salinitet på mindre end 0,3% er dele af Bottenbugten helt mod nord så brakvandspræget, at man her også finder ferskvandsfisk i havet.
Finland er de tusinde søers land. Mere præcist har landet 187.888 søer (større end 500 m²) og 98.050 øer. Den største sø Saimaa er den fjerdestørste i Europa. Størstedelen af øerne finder mand i skærgården i det sydvestlige af landet omkring Turku. Ålandsøerne, der hører til Finland, ligger et stykke fra skærgården med blot 38km til Sverige. 
Det finske landskab er primært formet i forbindelse med istiden. Isen var tykkere og smeltede senere i Fennoskandinavien end i resten af Europa. Erosionen i forbindelse med isens smeltning har skabt et fladt landskab med få bakker. Det højeste fjeld Halti med sine 1.324 meter ligger i den nordvestlige del af Lapland på grænsen mellem Norge og Finland. Det højeste fjeld, hvis top ligger i Finland, er Ridnitšohkka på 1.316 meter og ligger tæt ved Halti.
Isen, der trak sig tilbage, efterlod landet med moræneaflejringer i formationer med åse. Det er højderygge med lag af grus og sand, der i grove træk strækker sig fra nordøst mod sydvest, hvor kanten af isen engang gik til. Blandt disse højderygge er tre med det fælles navn Salpausselkä, der forløber i det sydlige af landet, primært i øst-vestlig retning. Efter at have været presset ned af de enorme ismængder blev det finske område i tiden efter isens smeltning udsat for en landhævning, som stadig finder sted. 
Ud over de mange søer er landskabet præget af skovområder, og en meget lille del er opdyrket landområde. Skove dækker 86 % af arealet, hvilket betyder, at Finland er det mest skovdækkede land i Europa. Skovene består af fyr, gran, birk og andre træsorter. Finland er Europas største tømmerproducent og blandt de største i verden. 
Landskabet består for størstedelen (omkring 75 % af landarealet) af taiga med nåletræer og lavmose, mens kun en mindre del er opdyrket land. Den mest almindelige stentype er granit, som man finder overalt, og som er synlig, hvis der ikke er jord, der dækker den. Moræneler er den mest almindelige type jord, som typisk er dækket af et tyndt lag humus af biologisk oprindelse. Morr-udvikling finder man i de fleste skovbunde, undtagen hvor afvandingen er dårlig. I disse områder finder man blandt andet tørvemoser.

### Klima
Klimaet mod syd er nordligt tempereret, mens det i det meste af landet er et fugtigt og koldt fastlandsklima, karakteriseret ved kolde, enkelte gange meget kolde vintre og relativt varme somre. Mod syd varer vinteren typisk omkring fire måneder, og der ligger ofte sne fra midt i december til begyndelsen af april. Ved sydkysten kan det veksle mellem sne og tøvejr flere gange, inden der kommer mere permanent sne. På de koldeste vinterdage når temperaturen mod syd ofte under -20 °C, mens den de varmeste sommerdage kan nå op omkring 30 °C. Man finder ikke egentlig arktisk tundra i Finland, der ligger næsten præcist på taigabæltet, dækket af skove. Alpin tundra finder man i det bjergrige Lapland mod nord, mens der gror eg på sydkysten og øerne herudfor.
Somrene varer i det sydlige Finland omkring fire måneder (fra midt i maj til midt i september). I det nordlige Finland, specielt i Lapland, er subpolarklima dominerende med kolde – af og til strenge – vintre og relativt varme, men korte somre (2-3 måneder), idet landet typisk er sneklædt i omkring seks måneder fra oktober til først i maj.
Landets placering mellem 60 og 70° N i den kystnære zone af Eurasien er den vigtigste faktor i klimaet. Her finder man både spor af kystklima og af fastlandsklima afhængig af vindretningen. Finland ligger tæt nok på Atlanterhavet til at nyde godt af varmen fra Golfstrømmen, hvilket er forklaringen på det i betragtning af den nordlige placering usædvanligt varme klima.
Klimaet er varmt nok til at gøre det muligt at avle korn mod syd i landet, men ikke mod nord.
En fjerdedel af Finlands territorium ligger nord for Polarcirklen, og solen går derfor ikke ned om sommeren over en periode på 73 dage, og senere om vinteren står den ikke op i en periode på 51 dage.

### Administrativ opdeling
Den basale administrative opdeling af Finland er i kommuner, som der findes 308 af fra begyndelsen af 2025. Kommunerne står for halvdelen af de offentlige udgifter i landet og finansierer disse med en kombination af kommuneskat, statstilskud og anden indtjening. Størstedelen af kommunerne har under 6.000 indbyggere. Kommunerne med flest indbyggere er centreret om de største byer og er følgende:
| Kommune      | Indbyggertal | Landareal i km² | Befolkningstæthed pr. km² |
| ------------ | ------------ | --------------- | ------------------------- |
| Helsinki     | 621.863      | 213,75          | 2.909,30                  |
| Espoo        | 235.201      | 312,26          | 753,22                    |
| Tampere      | 223.035      | 525,03          | 424,80                    |
| Vantaa       | 210.543      | 238,37          | 883,26                    |
| Oulu         | 196.260      | 1.410,17        | 139,17                    |
| Turku        | 184.123      | 245,67          | 749,47                    |
| Jyväskylä    | 135.762      | 1.170,99        | 115,94                    |
| Kuopio       | 107.624      | 1.597,39        | 67,37                     |
| Lahti        | 103.806      | 135,05          | 768,65                    |
| Kouvola      | 86.548       | 2.558,24        | 33,83                     |
| Pori         | 83.510       | 834,06          | 100,12                    |
| Joensuu      | 75.086       | 2.381,76        | 31,53                     |
| Lappeenranta | 72.904       | 1.433,36        | 50,86                     |
| Hämeenlinna  | 68.006       | 1.785,76        | 38,08                     |
| Vaasa        | 67.034       | 188,81          | 355,03                    |

Hovedstadsområdet, der består af Helsinki, Vantaa, Espoo og Grankulla, udgør en konurbation på over en million indbyggere, men tværgående samarbejde på kommuneplan sker kun på visse områder efter fælles beslutning i disse kommuner.
På niveauet over kommuner findes 70 økonomiske regioner og 19 landskaber. Disse styres af de kommuner, der indgår i enhederne, der kun har begrænset magt. Ålandsøerne har som landskab en særlig position, idet den har en høj grad af selvstyre. 
Fra og med 2010 er det finske fastland desuden opdelt i seks statslige regionsforvaltninger, der erstattede de tidligere seks len (indtil 1997 var der tolv len). Statens ämbetsverk på Åland er statens repræsentant i det selvstyrede landskab.

## Natur
I Finland finder man samlet set omkring 42.000 arter af dyr, planter og svampe, herunder 65 arter af pattedyr. Artsrigdommen er ikke helt så stor, som den kendes under sydligere himmelstrøg, men landets udstrakte naturområder byder dog på mange dyrearter, man kun sjældent ser andre steder i Europa. 
Allemandsretten tillader i Finland alle mennesker at bevæge sig i naturen med visse begrænsninger. Det er også tilladt at samle bær og svampe samt at fiske. Jagt og fiskeri er i Finland en udbredt fritidsfornøjelse. 

### Flora og vegetation
Man finder tre økozoner i Finland. Størstedelen af landet er taiga, som er kendetegnet ved en kort vegetationsperiode, hvor planterne er aktive, næringsfattig jord, hvorpå træer kun vokser langsomt, præget af nåletræer og et begrænset antal træsorter. Fyr (50 %) og graner (30 %) er de dominerende træer, mens den mest typiske løvtræstype er birk (16,5 %). Jordbunden er dækket af blåbærris og mos, mod nord også med lav.
Kun ved sydvestkysten og på de derudforliggende øer og skær finder man tempereret løvfældende skov. Her vokser også træsorter, der ellers ikke forekommer i Finland, eksempelvis eg. Det allernordligste af Lapland er i stort omfang skovløst; på lavere områder finder man kun enkelte hårdføre birketræer, mens de højere områder har en tundra-agtig vegetation.
En tredjedel af Finland er oprindeligt moseland, og omkring halvdelen heraf blev i løbet af 1900-tallet drænet, så det kunne opdyrkes. Mod syd dominerer tørverige højmoser, mens der mod nord er aapamoser. Størstedelen af moselandet er dækket af skov.

### Fauna
Elgen er meget udbredt i Finland. Selv om omkring en tredjedel af bestanden nedlægges hvert år, forbliver den ved udløbet af jagtsæsonen stabil på over 100.000 dyr. For biltrafikken udgør den store elgbestand en reel fare, da et sammenstød altid resulterer i svære skader. Mod nord i landet finder man overalt rensdyr. De omkring 200.000 rensdyr er delvist tæmmede og går frit rundt hele året, indtil ejerne om efteråret driver dyrene sammen og udvælger sig de eksemplarer, der skal slagtes. De vilde skovrensdyr er langt sjældnere. Engang var denne art vidt udbredt i store dele af Finland, men mod slutningen af 1800-tallet var den udryddet, indtil der i 1950'erne igen indvandrede en lille population fra Rusland i Kajanaland og Nordkarelen. I den sydlige og vestlige del af landet er der fra Nordamerika indført virginiahjorte, der har klaret sig godt og etableret en bestand.
Antallet af rovdyr er vokset i takt med fredninger gennem de seneste mange år. Antallet af både de finske brune bjørne og losser er i disse år på over 1.000 individer, mens der er omkring 200 ulve. Der drives i et vist omfang jagt på disse dyr. I den finske del af Lapland lever der et mindre antal jærve. Polarræven, der tidligere var meget almindelig i store dele af landet, blev næsten udryddet af pelsjægere i begyndelsen af 1900-tallet. Den røde ræv er meget udbredt, og i de seneste årtier har mårhunden bredt sig fra Rusland. 
Saimaa-ringsælen er en sælart, der udelukkende findes i søområdet ved Saimaa. Det er lykkedes at redde denne sjældne ferskvandsunderart af ringsælen fra at uddø gennem en målrettet fredning, og sælen er blevet et symbol på naturbeskyttelsen i Finland. Der er også lavet særlig beskyttelse for europæiske flyveegern, der i EU kun findes i Finland og Estland.
Af fugle findes der i Finland mere end 430 arter, herunder kongeørn og havørn sammen med hønsefugle som urfugl, tjur, hjerpe og dalrype samt talrige vandfuglearter. Sangsvanen regnes for den finske nationalfugl på grund af dens rolle i den finske mytologi. Denne art er også et eksempel på vellykket fredning: I 1950'erne var der ikke mere end 15 ynglende par, mens bestanden siden er vokset til omkring 1.500.

## Økonomi
Finland har en højt industrialiseret markedsøkonomi med et BNP per indbygger som i England, Frankrig, Tyskland eller Italien. Landets hovedsektor er service med 71,4 % fulgt af fabrikation og viderebearbejdning med 28 %, mens primærproduktionen (landbrug, skovbrug og fiskeri samt minedrift og råstofudvinding) udgør 3,5 %. I forhold til eksporten er den økonomisk største sektor fabrikation. De største brancher her er elektronik (14,1 %), maskineri, køretøjer og andre fremstillede metalprodukter (24 %), trævarer (11,5 %) og kemikalier (9,4 %).
Af naturlige råstoffer har Finland tømmer, flere mineraler og rent vand. Skovbrug, papirfabrikation, landbrug er politisk følsomme områder i forhold til befolkningen på landet. Storhelsinki genererer omkring en tredjedel af landets BNI. Landet har blandt andet udviklet en stor produktion af avanceret elektronik. 
Finland er meget involveret i den globale økonomi, og international handel udgør omkring en tredjedel af BNI. Størst samhandel har landet med Tyskland, Rusland, Sverige, Storbritannien, USA, Nederlandene og Kina. Handelspolitikken er givet af landets medlemskab af EU, hvor Finland mest går ind for frihandel, når man undtager landbrugsområdet. Finland er det eneste af de nordiske lande, der er trådt ind i Eurozonen. 
Landets klima og jordbund medfører udfordringer i forhold til planteavl. De ret korte dyrkningssæsoner bliver ind imellem generet af tidlig nattefrost, men indflydelsen fra Golfstrømmen medfører gennemgående et relativt mildt klima, og Finland har omkring halvdelen af den samlede dyrkningsegnede jord, der ligger nord for 60° N bredde. Den årlige nedbørsmængde er normalt tilstrækkelig, men den falder primært i vinterperioden, og derfor trues planteavlen ind imellem om sommeren af tørke. Som modtræk mod klimaet har landmændene satset på hurtigt modnende og frostresistente plantearter, og de har kultiveret mange af de sydvendte skråninger samt tidligere, næringsrige vandområder for at sikre høsten selv i år med frost i sommerperioden. De fleste marker har tidligere været enten skov eller sump, og jorden har som regel krævet meget kalkning og års kultivering for at neutralisere rester af surbund og udvikle frugtbarheden. Vanding har normalt ikke været nødvendig, men til gengæld har der flere steder været brug for dræning for at lede vand væk fra markerne. Det finske landbrug er normalt regnet for at være ret effektivt sammenlignet med de fleste andre europæiske lande.
De enorme skove spiller en væsentlig rolle i landets økonomi og er grundlaget for Finlands placering som et verdens førende tømmerproducenter samt leverandører af råmaterialer til konkurrencedygtige priser for de betydningsfulde brancher, der forbruger dette tømmer. Som med landbruget har regeringen gennem mange år haft en betydelig rolle i skovbruget med regulering af træfældning, støtte til udvikling af tekniske hjælpemidler og etablering af langtidsplanlægning til sikring af, at landets skove kan fortsætte med at levere materiale til træbehandlingsindustrien. For at holde fast i Finlands konkurrencemæssige forspring inden for træprodukter har landets myndigheder øget skovningen til tæt op imod landets økologiske balancepunkt. I 1984 offentliggjorde regeringen en Skovplan 2000, som land- og skovbrugsministeriet havde skabt. Heri arbejdede man med en 3 % stigning pr. år af tømmerproduktionen, idet man samtidig sørgede for at bevare skovområder til rekreative formål med mere.
Den private sektor giver arbejde til omkring 1,8 millioner mennesker, hvoraf omkring en tredjedel har en videregående uddannelse. Omkostningerne for en ansat i den private sektor pr. time var i 2004 på € 25,1. Pr. 2008 svarede det gennemsnitlige indkomstniveau (justeret for købekraft) til den i Italien, Sverige, Tyskland og Frankrig. I 2006 arbejdede 62 % af arbejdsstyrken for virksomheder med under 250 ansatte, der stod for 49 % af den samlede omsætning.
De erhvervsaktive finner i arbejde udgjorde 66 %, og arbejdsløsheden var på 8,4 % i 2010. 18 % af indbyggerne er uden for arbejdsmarkedet i en alder af 50, mens mindre end en tredjedel er i arbejde som 61-årige. Ufinansierede pensioner og løfter om fx sundhedsforsikringer er store økonomiske trusler, selv om Finland er bedre rustet til denne fremtid end lande som Frankrig og Tyskland. Den direkte offentlige gæld er estimeret til 48,4 % af BNI i 2010. I 2007 var den gennemsnitlige opsparing pr. husstand på -3,8 %, og husstandene havde en gæld på 101 % af den årligt disponible indtægt, hvilket svarer til niveauet i Vesteuropa. Andelen af ejendomme, der ejes af beboerne, er på cirka 60 %.
Pr. 2006 var der 2,4 millioner husstande i Finland, og den gennemsnitlige størrelse heraf var på 2,1 personer; 40 % af husstandene bestod af én person, 32 % af to personer og 28 % af tre personer eller flere. Der var 1,2 millioner beboelsesejendomme, og det gennemsnitlige areal pr. person i disse var på 38 m². Den gennemsnitlige kvadratmeterpris for boliger, grunden ikke medregnet, var på € 1.187, mens den gennemsnitlige kvadratmeterpris for grunde var på € 8,6. 74 % af alle husstande havde mindst én bil. Der er næsten 2,9 millioner personbiler og næsten 0,5 millioner andre køretøjer i landet pr. 2010.
Omkring 92 % har mobiltelefon, og 83,5 % (2009) har internetforbindelse i hjemmet. Det samlede gennemsnitlige forbrug pr. husstand er på € 20.000, hvoraf boligudgifter udgør omkring € 5.500, transport omkring € 3.000, mad og drikke (alkohol ikke medregnet) cirka € 2.500, fritid og kultur cirka € 2.000. Når man indregner købekraften svarer husstandenes forbrug omtrent til niveauet for Sverige, Tyskland og Italien. Ifølge Invest i Finland steg det private forbrug med 3 % i 2006, og tendenserne i forbruget gik på flere varige forbrugsgoder, kvalitetsprodukter og produkter til velvære.

### Uddannelse og forskning
Størstedelen af den primære og sekundære undervisning styres på kommuneniveau. Selv om de fleste skoler blev grundlagt som private, er der nu kun omkring 3 % af alle elever, der går på privatskoler (mest i Helsinki-området). Undervisning før den almindelige skolegang finder kun sted i beskedent omfang, mindre end i de fleste andre EU-lande. Børnene starter normalt på egentlig undervisning i en alder af syv år. Den primære uddannelse tager normalt seks år, og overbygningen (den nedre del af den sekundære undervisning) tager tre år; begge disse niveauer drives af kommunerne. 
Der er ret fleksible pensa, som er besluttet af Undervisningsministeriet og Uddannelsesudvalget. Uddannelse er obligatorisk mellem 7 og 16 år. Efter denne basisuddannelse kan de unge enten gå direkte ud i arbejdslivet eller tage en erhvervsmæssig eller en gymnasial uddannelse (højere sekundær uddannelse). Erhvervsskolerne forbereder eleverne til arbejdet med et fag. De akademisk orienterede gymnasier, der har højere adgangskrav, munder ud i abitur (studentereksamen) og giver adgang til de videregående uddannelser (tertiær uddannelse). 
På det tertiære uddannelsesniveau findes der to retninger, der stort set er adskilte og ikke har noget videre samarbejde. Det drejer sig om de professionsorienterede polyteknisk institutioner og de forskningsrettede universiteter. Uddannelse er gratis, og leveomkostningerne for de studerende dækkes i stort omfang af staten gennem uddannelsesstøtte. Der er 20 universiteter og 30 polytekniske læreanstalter i Finland. Helsinki Universitet er på den globale rangliste i 2011 rangeret som nummer 89. World Economic Forum har vurderet, at Finland har verdens bedste videregående uddannelser i 2011. Omkring 40 % af befolkningen har en videregående uddannelse, hvilket er en af de højeste andele i verden. Andelen af internationale studerende udgør 3 % totalt på de videregående uddannelser, hvilket er en af de laveste andele i OECD; på de mest avancerede uddannelser er tallet 7,3 %, hvilket stadig er et pænt stykke under OECD-gennemsnittet på 16,5 %.
Over 30 % af de studerende på videregående uddannelser studerer naturvidenskabelige fag. Blandt de områder, hvor finske forskere har haft væsentlige bidrag, er skovforbedring, miljøvidenskab, neurale netværk, lav-temperatur fysik, hjerneforskning, bioteknologi, genetisk teknologi og kommunikation.
Finland har en lang tradition for voksenuddannelse, og i 1980'erne modtog næsten en million finner en eller form for voksenuddannelse hvert år. 40 % heraf gjorde af hensyn til deres job. Voksenuddannelse finder sted på flere forskellige måder, som aftenskole, studie- og kursuscentre, arbejderinstitutioner og folkehøjskoler. Studiecentre gør det muligt for folk at sammensætte deres egne studieplaner med støtte fra staten. Folkehøjskolerne, der er inspireret fra Danmark, gør det muligt for folk i alle aldre at tage et ophold på flere uger med undervisning i fag fra håndværk til økonomi.
Finske forskere er blandt de mest produktive i verden. I 2005 publicerede de det fjerdehøjeste antal videnskabelige artikler pr. indbygger i OECD-landene. I 2009 blev der indgivet 1.804 patentansøgninger i landet.

### Energi
Enhver kan gå ind på det frie og overvejende privatfinansierede og fysiske nordiske energimarked, som handles på Nord Pool, siden sommeren 2007 en del af NASDAQ OMX Group. Dette har givet mere konkurrencedygtige priser på energi sammenlignet med det øvrige EU. I 2011 havde Finland de laveste el-priser i EU for firmaer (sammen med Estland og Bulgarien).
Det samlede energiforbrug i Finland i 2010 var på 1,46 millioner TJ, hvilket var en stigning på 10 % i forhold til året før. El-forbruget var på 87,7 TWh, hvilket var en stigning på 8 % fra året forinden. Finland har ud over tørv og træ ikke naturlige kulbrintebaserede råstoffer. Omkring 10-15 % af elektriciteten i landet produceres som vandkraft, en noget mindre andel end de mere bjergrige nabolande Sverige og Norge. I 2008 udgjorde vedvarende energi (heraf primært vandkraft og forskellige træbaserede energiformer) 30,5 % af det samlede forbrug, hvilket er højt sammenlignet med gennemsnittet i EU på 10,3 %.
I Finland er der fire privatdrevne atomreaktorer, der tilsammen stod for knap 35 % af landets energiproduktion i 2014. Dertil kommer et atomforsøgsanlæg i Espoo. En femte reaktor, der efter planen vil være driftsklar i Olkiluoto i 2018, vil yde yderligere 1.600 MW. En varierende del af Finlands elektricitet (5-17 %) importeres fra Rusland (via en ca. 3 GW-forbindelse), Sverige og Norge.
Finland gik ind for på betingelserne i Kyoto-aftalen og inden for EU omkring udledning af drivhusgasser. Dette kan komme til at give dyrere energipriser, hvilket forstærkes af nogle ældre produktionsanlæg, der snart står til nedlæggelse. Energiproducenterne vil snart komme til at øge produktionen af atomkraftbaseret energi yderligere, idet det finske parlament i juli 2010 gav grønt lys for etableringen af yderligere to reaktorer.

### Transport
Finland har et stort vejsystem, der fortrinsvis bruges til indenlandsk varefragtning og persontransport. Den årlige udgift til vejene på omkring € 1 milliard finansieres af afgifter på køretøjer og brændstof, der indbringer henholdsvis € 1,5 milliard og € 1 milliard. 
Den vigtigste internationale passagerlufthavn er Helsinki-Vantaa Lufthavn, der havde over 13 millioner passagerer i 2008. Oulu Lufthavn er næststørst, og i alt er der i landet 25 lufthavne med faste ruter. Tre flyselskaber, Finnair, Blue1 og Finncomm Airlines, alle med base i Helsinki-Vantaa, opererer såvel indenrigs som udenrigs. Helsinki har en god placering for storcirkelruter mellem Vesteuropa og Fjernøsten.
Der er 5.865 km jernbaner i Finland, og herpå opererer det statsejede VR Group, som har en markedsandel af passagertransport på 5 % (af hvilke 80 % foregår i Storhelsinki) samt 25 % af varetransporten. Fra december 2010 blev der indviet en højhastighedsrute mellem Helsinki og Sankt Petersburg, som opereres af Karelian Trains, et joint venture samarbejde mellem VR Group og Ruslands Jernbaneselskab. Denne service betjenes af de såkaldte "Allegro"-tog, der klarer turen mellem de to byer på tre en halv time (se også oversigt over samtlige Jernbanestrækninger i Finland).
Størstedelen af varer, der transporteres til eller fra Finland, går med skib, og havneafgifterne er lave. Vuosaari Havn i Helsinki er den største containerhavn efter sin færdiggørelse i 2008, og andre større havne finder man i Oulu, Kotka, Hamina, Pori og Rauma. Der findes færgefart med udgangspunkt i Helsinki og Turku med forbindelser til Talinn, Mariehamn og Stockholm.

### Industri
Finland blev hurtigt industrialiseret efter anden verdenskrig og nåede en BNI per indbygger svarende til Japans eller Storbritanniens i begyndelsen af 1970'erne. Fra starten var der to store hovedgrupper af industrier: Metalindustrien og trævareindustrien. Metalindustrien omfattede skibsbygning, metalarbejde, bilindustri, motorer og elektronik samt produktion af metaller (stål, kobber og krom). Nogle af verdens største krydstogtskibe er bygget i Finland. Trævareindustrien omfatter skovning, tømmerproduktion, papirmasse og papir og er opstået som en logisk følge af landets store skovressourcer (77 % af landet er dækket af skov, hvoraf størstedelen gendannes efter fældning). Inden for papirindustrien finder man mange af verdens største firmaer i landet (Ahlstrom, M-real og UPM). 
Efterhånden er Finlands økonomi blevet mere forgrenet, og nu er der ud over de nævnte grene også elektronik (blandt andet Nokia), måleudstyr (Vaisala), transportbrændstof (Neste Oil), kemikalier (Kemira), rådgivende ingeniører (Pöyry) og informationsteknologi (fx Rovio Mobile, kendt for spillet Angry Birds). Desuden er den overordnede erhvervsstruktur ændret, så servicesektoren er i vækst, mens industriproduktionen falder i betydning; landbrug er kun en mindre sektor. Trods denne tendens er produktion til eksport fortsat mere betydningsfuld i Finland end i det øvrige Vesteuropa, hvilket gør Finland mere følsom over for globale økonomiske svingninger.
En rapport fra Economist Intelligence Unit udsendt i september 2011 placerer Finland som nummer to efter USA på en benchmark af IT-industriens konkurrenceevne baseret på seks nøglepunkter: Generelt forretningsmiljø, teknologisk infrastruktur, arbejdskapital, lovgivning, offentlig støtte til branchens udvikling samt forskning og udvikling.

### Offentlig regulering
Finske politikere har ofte efterlignet de øvrige nordiske lande og den skandinaviske velfærdsmodel. De nordiske lande har gået ind for frihandel og har taget relativt godt imod veluddannede indvandrere gennem det seneste århundrede, om end indvandring i Finland er et relativt nyt fænomen. Niveauet af handelsbeskyttelse har været relativt lille med undtagelse af landbrugsprodukter.
Finland ligger i toppen på de fleste områder inden for økonomisk frihed, selv om skatteniveauet er ganske højt, og arbejdsmarkedet er ret ufleksibelt. Finland står som nummer 17 (8 i Europa) på Index of Economic Freedom for 2012. Mens produktionssektoren trives, har OECD påpeget, at servicesektoren kunne have stor glæde af forbedringer i den offentlige regulering.
IMD har placeret Finland som det 15. mest konkurrenceorienterede i 2011. World Economic Forum placerede landet som nummer fire i 2011–12.
Økonomer har peget på, at årsagen til den økonomiske vækst i høj grad skal findes i reformer i produktmarkederne. Ifølge OECD er Finland et af de lande inden for de første 15 EU-lande med absolut mindst regulering af produktmarkederne og af de finansielle markeder. De nordiske lande har været pionerer inden for liberaliseringen af blandt andet energi og postvæsen i Europa. Lovgrundlaget er mere gennemskueligt, og bureaukratiet inden for forretningsverdenen er mindre end i de fleste andre lande. Ejendomsretten er vel beskyttet, og kontraktmæssige aftaler overholdes. Finland ligger sammen med Danmark på en delt andenplads på listen over de mindst korrupte lande i verden. Landet ligger nummer 11 på listen over lande rangeret efter, hvor let det er at lave forretning. Dette skyldes blandt andet, at det er let at handle på tværs af grænser (placering som nummer 6), overholde kontrakter (nr. 11) og klare insolvens (nr. 5).
Ifølge finsk lov skal lønmodtagere overholde nationale overenskomster, der genforhandles med få års mellemrum for forskellige brancher. Overenskomsterne vedtages, hvis mere end 50 % af lønmodtagerne støtter dem, hvilket i praksis kræver medlemskab af fagforeninger. Graden af faglig organisering er høj (ca. 70 %), særligt i middelklassen. Det regnes for usædvanligt, hvis det ikke er muligt at opnå en national overenskomst inden for en branche.

### Turisme
I 2005 gav turismen i Finland anledning til en omsætning på € 6,7 milliarder, hvilket var fem procent højere end året forinden. Denne omsætning dækker over mere end fire millioner besøgende. Turister i Finland kan først og fremmest nyde landskabet i landet med de talløse fyrre- og grantræer, det kuperede terræn og en labyrint af søer og vige. Store dele af landskabet finder man i uberørt tilstand, og der er i alt 35 nationalparker fra sydlige bredder af den Finske Bugt til Laplands høje fjelde. Der findes også bymæssige områder med et rigt udbud af kulturelle aktiviteter. Rejser med cruisefærger mellem de største havnebyer i det østlige af Østersøen, heriblandt Helsinki, Turku, Stockholm, Tallinn og Travemünde er en vigtig faktor i den finske turistbranche. 
Finland er et af de lande, der hævdes at være hjemsted for julemanden, der ifølge de lokale skal bo i Korvatunturi i det nordlige Lapland. I det samme område, som ligger nord for Polarcirklen, er der midt om vinteren polarnat, hvor solen ikke går op i dagevis. Lapland ligger så langt mod nord, at man jævnligt kan opleve polarlys som følge af kraftig solvind i efteråret, vinteren og foråret. Om sommeren er der midnatssol, og længst mod nord går solen ikke ned i 73 dage.
Af udendørs aktiviteter i Finland kan fremhæves langrendsskiløb, golf, lystfiskeri, lystsejlads, sejlture på søerne, vandreture og kajakroning. Finland er rigt på dyreliv, og dette udnyttes af fugleelskere til iagttagelse af de mange arter, men også af jægere, der nedlægger dyr som elge, rensdyr og harer, der alle er almindelige i landet. 
På slottet Olavinlinna i Savonlinna afholdes årligt Savonlinna Operafestivalen, der tiltrækker mange turister fra udlandet.
Siden den russisk-ukrainske krig eskalerede i 2022, har det sydlige Karelen mistet omkring 1 mill. Euro om dagen i turistindtægter, da Finland lukkede grænserne for russiske turister. De udgjorde indtil da en stor del af det samlede antal turister i regionen.

## Demografi
| År   | Befolkningstal | År   | Befolkningstal |
| ---- | -------------- | ---- | -------------- |
| 1750 | 421.000        | 1880 | 2.060.800      |
| 1760 | 491.000        | 1890 | 2.380.100      |
| 1770 | 561.000        | 1900 | 2.655.900      |
| 1780 | 663.000        | 1910 | 2.943.400      |
| 1790 | 705.600        | 1920 | 3.147.600      |
| 1800 | 832.700        | 1930 | 3.462.700      |
| 1810 | 863.300        | 1940 | 3.695.617      |
| 1820 | 1.177.500      | 1950 | 4.029.803      |
| 1830 | 1.372.100      | 1960 | 4.446.222      |
| 1840 | 1.445.600      | 1970 | 4.598.336      |
| 1850 | 1.636.900      | 1980 | 4.787.778      |
| 1860 | 1.746.700      | 1990 | 4.998.478      |
| 1870 | 1.768.800      | 2000 | 5.181.000      |

Der bor for tiden cirka 5,4 millioner mennesker i Finland, som dermed har en befolkningstæthed på 16 indbyggere per kvadratkilometer, hvilket er det tredjemindste i Europa efter Norge og Island. Befolkningen har altid været koncentreret i områderne mod syd, hvilket er blevet endnu mere udtalt i forbindelse med urbaniseringen i det 20. århundrede. De største byer hører til Storhelsinki-området med Helsinki, Espoo og Vantaa. Af øvrige store byer finder man Tampere, Turku og Oulu.
Andelen af udlændinge i Finland var i 2021 på 8,5 %, hvilket er blandt de laveste andele i EU. Heraf kommer de fleste fra Estland, Rusland, Irak, Sverige, Somalia og Jugoslavien. Børn af udlændinge får ikke automatisk finsk statsborgerskab. Hvis de er født i Finland og ikke kan få statsborgerskab i et andet land, bliver de finske statsborgere.

### Sprog
Der er to officielle sprog i Finland: finsk, som tales af 86,5% af finnerne, og svensk, som tales af finlandssvenskerne, som udgør 5,2 % af befolkningen. I skolesystemet er det obligatorisk at blive undervist i "det andet sprog" end ens eget, og tosprogethed er ganske almindeligt forekommende i dele af landet. Samisk har været officielt sprog i samernes hjemstavnsområder siden 1992 − det tales af 0,034 af befolkningen. Herudover anerkendes også finsk-romani og finsk tegnsprog i grundloven. De øvrige nordiske sprog samt karelsk indtager i visse sammenhænge også en særlig status.
Finsk er et af de østersøfinske sprog, der er en undergruppe af de uralske sprog. Sproget er et af blot fire officielle EU-sprog, der ikke tilhører de indoeuropæiske sprog. Finsk er nærmest beslægtet med estisk og lidt mere fjernt med samisk og ungarsk. 
Svensk er det eneste officielle sprog på Ålandsøerne. Finlands historie og det nordiske samarbejde giver dette sprog en placering, der er markant forskellig fra andre minoritetssprog. 
Mod nord i Lapland bor der 8.000-9.000 samer, og de anerkendes som et oprindeligt folk. Lidt under en fjerdedel af dem taler samisk som deres modersmål per 2010. Der er tre samiske sprog, der tales i Finland: Nordsamisk, inarisamisk og skoltsamisk. Finsk-romani tales af 5.000-6.000 mennesker, der normalt taler finsk. Finsk tegnsprog tales af 4.000-5.000 mennesker som første sprog. Finske tatarer, en minoritetsgruppe, der flyttede til Finland under det russiske herredømme mellem 1870'erne og 1920'erne, består af cirka 800 mennesker, der taler tatarisk. Minoriteternes ret (især samerne, svensktalende finner og romani-talende) til at holde fast i deres kultur og sprog er beskyttet af den finske grundlov.
Sprog talt af indvandrere omfatter russisk (1,6 % af befolkningen), estisk (0,9%), arabisk (0,7%), engelsk (0,5%), somali (0,4%), persisk (0,3%), kurdisk (0,3%), kinesisk (0,3%) og albansk (0,2%).
De mest udbredte fremmedsprog er engelsk (70 %), tysk (18 %) og fransk (3 %). Der undervises obligatorisk i engelsk i folkeskolen fra 3. eller 5. klassetrin (i enkelte skoler kan der i stedet vælges andre sprog). Tysk, fransk eller russisk udbydes som andet fremmedsprog fra 8. klassetrin, mens et tredje fremmedsprog kan vælges i gymnasier eller på universiteter.
Norsk og til en vis grad dansk, der er nært beslægtet med svensk, kan forstås af et mindretal, men disse sprog er kun lidt repræsenteret i skolesystemet. 

### Religion
Omkring 3,6 millioner finner (65,2 % i 2022) er medlemmer af den evangelisk-lutherske kirke i Finland. Der er tale om en af de største evangelisk-lutherske kirker i verden, når man ser på andelen af medlemmer, selv om denne er faldet noget de seneste år. Den næststørste gruppe på 32,0% har ikke nogen religiøs overbevisning. Et lille mindretal på 1,1% tilhører den ortodokse kirke. Resten udgøres af forholdsvis små grupper af primært katolikker, protestanter, jøder og muslimer samt meget små kristne grupper.
De største lutherske og ortodokse kirker er statskirker i Finland med særlige roller i statslige ceremonier og i skolerne.
I 2022 blev 55,7 % af de finske børn døbt, mens 74,0 % af de 15-årige blev konfirmeret i 2022, og næsten alle begravelser foregår i kristent regi. Imidlertid er størstedelen af lutheranerne ikke faste kirkegængere, men kommer kun i kirkerne ved særlige lejligheder som til jul, bryllupper og begravelser. I forbindelse med en EU-undersøgelse i 2010 svarede 33 % af finnerne, at de tror der er en Gud, 42 % svarede at de tror, der findes en eller anden form for kraft uden for dem selv, mens 22 % ikke tror, der findes nogen af delene.

### Sundhed
Forventet levealder i Finland er 82,89 år for kvinder og 75,79 år for mænd i 2011. Der er 265 personer for hver læge i landet. 18,9 % af udgifterne til sundhedspleje betales direkte af borgerne selv, mens 76,6 % finansieres af skatteindtægter.
En international rapport viser fra 2011 viser, at Finland er det land i verden, der har færrest tilfælde af dødfødsler, idet blot to ud af tusind fødsler får dette udfald.

### Samfund
Det finske familieliv er centeret omkring kernefamilien. Forbindelser til den øvrige familie er ofte noget begrænset, og finnerne skaber ikke klaner, stammer eller lignende strukturer af nogen politisk betydning. Ifølge en UNICEF-undersøgelse har børn i Finland det fjerdebedst i verden (efter Nederlandene, Sverige og Danmark).
Efter at have undersøgt forholdene for kvinder over hele verden konkluderede Population Crisis Committee i 1988, at Finland er et af de bedste lande at leve i for kvinder i hele verden (næstbedst efter Sverige). Undersøgelsen baserede sig på sundhed, uddannelse, økonomi og retslig beskyttelse. Finland var det første land i Europa, der gav kvinderne stemmeret (i 1906), og i 1980'erne var omkring en tredjedel af parlamentsmedlemmerne kvinder, lige som tre ud af fire kvinder arbejdede uden for hjemmet. I den periode var der dog stadig en del ulighed mellem kønnene, især på lønområdet, hvor kvinderne typisk blot tjente to-tredjedele af den løn, mænd fik.
Ligestillingsloven, der trådte i kraft i 1987, forpligtede Finland til at skaffe kvinderne fuld ligeret. I slutningen af årtiet blev der opstillet en køreplan for, hvornår en række mål på dette område skulle nås inden udgangen af det 20. århundrede. Der blev blandt andet gjort en indsats for at få flere kvinder ind i traditionelle mandeerhverv og omvendt, idet det ikke specielt handlede om at give kvinder særbehandling, men at give alle lige ret. Desuden blev der arbejdet på at få flere kvinder ind på lederposter.

## Kultur
Finsk kultur har traditionelt været påvirket af kultur fra Vesteuropa via Sverige, men også den store handelspartner Tyskland, samt fra Rusland. Efter anden verdenskrig der desuden kommet kulturpåvirkninger fra USA, men skønt den øgede urbanisering giver anledning til større internationalt udsyn, er der fortsat tydelige spor af en landlig tradition samt den nære adgang til naturen. Et særligt kulturelt fænomen, der er dybt fæstet i Finland, er brugen af saunaer, en tradition der også har spredt sig til andre dele af verden.

### Billedkunst
Inden for billedkunsten har der været mange finske bidrag inden for kunsthåndværk og industrielt design. Den mest kendte finske billedhugger fra 1900-tallet er formodentlig Wäinö Aaltonen, der huskes for sine monumentale buster og skulpturer. Finsk arkitektur er kendt over det meste af verden, og en af de mest kendte arkitekter fra 1900-tallet er nok Eliel Saarinen (kendt blandt andet for Helsinki Hovedbanegård) og hans søn Eero Saarinen samt Alvar Aalto, der var med til at introducere funktionalismen i arkitektur til Finland, lige som han er berømt for sit arbejde med møbler, tekstiler og glaskunst.

### Musik
En stor del af musikken i Finland er influeret af traditionel karelsk musik og tekster, som man blandt andet finder i "Kalevala". Karelsk kultur opfattes som det reneste udtryk for de gamle finske myter og livsanskuelser. Musikken er i mindre grad påvirket af germansk musik end af traditionel nordisk folkemusik, som i stort omfang erstattede traditionen fra Kalevala. Den finske folkemusik har gennem de seneste årtier gennemgået en proces, hvor man har søgt tilbage til rødderne og bragt resultaterne op til nutiden, hvor folkemusikken i en vis grad har påvirket den populære musik. Samerne i Norge, Sverige og Finland er inden for musikken kendt for deres stærkt spirituelle sange kaldet joik. 
Den første finske opera blev skrevet af den tyskfødte Fredrik Pacius i 1852. Pacius skrev også musik til Runeberg digt "Maamme", som blev Finlands nationalsang. I 1890'erne var den finske nationalisme med udgangspunkt i "Kalevala" udbredt, og Jean Sibelius brød igennem med sin vokalsymfoni "Kullervo". Han modtog et stipendium, så han kunne studere runosangerne i Karelen, og hans popularitet steg, så han blev Finlands første rigtigt kendte musiker og komponist. I 1899 skrev han "Finlandia", der blev et af symbolerne under finnernes kamp for selvstændighed. Sibelius er fortsat en af Finlands mest markante kulturpersonligheder og et symbol på nationen. 
I nyere tid har Finland et meget afvekslende klassisk musikmiljø. Fordi finsk klassisk musik kun har eksisteret i lidt over hundrede år, er en del af komponisterne stadig i live, heriblandt Einojuhani Rautavaari, Aulis Sallinen, Kaija Saariaho og Magnus Lindberg. Ligeledes stammer en række internationalt kendte dirigenter fra Finland, som Esa-Pekka Salonen, Osmo Vänskä, Jukka-Pekka Saraste og Leif Segerstam, og blandt de tilsvarende kendte klassiske udøvende musikere kan nævnes sangerne Karita Mattila og Soile Isokoski, violinisten Pekka Kuusisto samt pianisten Olli Mustonen. 
"Iskelmä" er den traditionelle finske betegnelse for en let, populær sang (svarende til det tysk "Schlager"). Den finske populære musik er ofte knyttet til dans, som man også kender det fra fx Sverige. Tangoen er en af de mere populære danse. Blandt den nyere populærmusik i landet er en hel del lavet af en række rock- eller jazzmusikere samt hiphoppere og udøvere af andre lignende musikformer. Blandt de kendte navne er 22-Pistepirkko, Bomfunk MC's og Poets of the Fall.
I begyndelsen af 1960'erne begyndte de første finske rockgrupper at dukke op. De spillede ofte instrumentalmusik inspireret af blandt andet The Shadows. Omkring 1964 kom Beatlemaniaen til Finland, og den affødte en yderligere udvikling hen imod et egentligt lokalt finsk rockmiljø. Fra sidst i 1960'erne og op gennem 1970'erne begyndte musikerne for alvor at skrive rockmusik selv frem for at fremføre oversatte internationale hits. Nogle af de progressive rockgrupper fra den tid, særligt Tasavallan Presidentti og Wigwam, blev internationalt respekteret, men opnåede ikke egentlig kommerciel succes uden for landets grænser. Det gjaldt også for Hurriganes, der spillede en mere traditionel rock, der dog opnåede en vis succes i Sverige. I 1980'erne kom også punk-rocken til Finland repræsenteret ved fx Terveet Kädet, mens glam rocken fik sine foregangsmænd i gruppen Hanoi Rocks. Sidstnævnte var måske et af de navne, der satte sig flest spor internationalt, idet Guns N' Roses blandt andet var inspireret af gruppen. 
I de seneste årtier er der opstået en lang række heavy metal-grupper i Finland, og en del af disse har slået igennem internationalt. Det gælder for eksempel HIM og Nightwish; således solgte HIM's album Dark Night fra 2005 til guldplade i USA. Apocalyptica har gjort sig bemærket ved at tilføre klassiske strygerinstrumenter i klassisk heavy metal. Af andre kendte metal-grupper kan nævnes The Rasmus og Children of Bodom. Desuden vandt gruppen Lordi Eurovision Song Contest 2006 med sangen "Hard Rock Hallelujah", der befinder sig i grænselandet mellem hård rock og heavy metal.

### Film
Finsk film er mange gange blevet beskyldt for at være kedelige, men instruktører som Aki Kaurismäki, Mauritz Stiller, Spede Pasanen og Hollywood-immigranten Renny Harlin har de seneste årtier formået at gøre denne fordom til skamme. 

### Medier og kommunikation
Ud fra Finlands status som en af de rigeste nationer i verden samt landets fokus på gennemsigtighed i beslutningsprocesserne og på ligeret er det ikke så overraskende, at landet også har den mest frie presse i verden. Der findes i disse år cirka 200 aviser, 320 populære tidsskrifter, 2.100 specialtidsskrifter og 67 kommercielle radiostationer i Finland som supplement til den landsdækkende station, fem nationale public service-radiokanaler og tre digitale radiokanaler. Hvert år produceres der omkring tyve spillefilm, der udgives omkring 12.000 bogtitler og sælges 12 millioner plader.
Mediekoncernen Sanoma udgiver Helsingin Sanomat, der med et dagligt oplag på 383.361 i 2010 og en daglig læserskare på cirka 945.000 er den største avis i landet. Sanoma udgiver ligeledes tabloidavisen Ilta-Sanomat, den forretningsorienterede Taloussanomat samt står bag tv-kanalen Nelonen. Den anden store mediekoncern er Alma Media, der udgiver over 30 tidsskrifter samt avisen Aamulehti, tabloidavisen Iltalehti og den forretningsorienterede Kauppalehti. Finnerne er sammen med de øvrige nordiske landes befolkninger samt japanerne de folkeslag i verden, der læser mest avis.
YLE, der er Finlands nationale radio- og tv-station, står bag fem tv-kanaler og tretten radiokanaler, der anvender begge de officielle sprog. YLE finansieres af en licens, der er obligatorisk for alle tv-ejere samt af afgifter fra private tv-distributører. Alle tv-kanaler udsendes digitalt, såvel jordbaseret som via kabel. Nordic Broadcasting (ejet af Bonnier og Proventus Industrier) ejer den kommercielle tv-kanal MTV3 og den kommercielle radiokanal Radio Nova.
Omkring 89 % af alle finner bruger jævnligt Internettet, og 42 % har en smartphone til personligt brug. Alle finske skoler og biblioteker har Internetadgang og computere. I oktober 2009 forpligtede Finlands transport- og kommunikationsminister sig til sikre, at alle personer i landet skulle være i stand til at tilgå Internettet med en minimumshastighed på 1 MB/s i begyndelsen af juli 2010.

### Nationale fridage
De nationale fridage i Finland kan opdeles mellem kristne højtider og sekulære fridage. De vigtigste kristne højtider er jul, nytårsdag, helligtrekongersdag, påske, Kristi himmelfartsdag, pinse, sankthans og allehelgensdag. De borgerlige fridage er 1. maj og uafhængighedsdagen (6. december), lige som både nytårsdag og sankthans efterhånden primært har sekulær karakter. Jul er den højtid, der fejres mest, og der er normalt fri 24.-26. december.

### Mad
I finsk madlavning udnytter man ofte de planter og dyr, der findes i landet. Med de mange skove er der store mængder af bær, fx tyttebær og blåbær, der samles om efteråret. Blandt de afgrøder, der dyrkes, er roer, der udover til dyrefoder også bruges i madlavningen; anvendelsen heraf er dog faldende i de senere år.
Fra dyreverdenen er fisk en almindelig spise, især i de kystnære områder, og elg- og rensdyrkød forekommer ofte på de finske borde. Kød af husdyr er dog det mest almindelige, og her er svine- og oksekød samt kylling mest almindeligt.
Blandt de retter og madvarer, der er karakteristiske for Finland, er kaalikääryleet (en slags kåldolmer), hernekeitto (gule ærter), viili (et surmælksprodukt), pulla (et lidt sødt kardemommebrød), sima (mjød) samt det store traditionelle joulupöytä (julebord) med en række forskellige retter som skinke, laks, sild og forskellige gryderetter.

### Sport
En række sportsgrene er populære i Finland. Pesäpallo, der er en variant af baseball, regnes normalt for at være nationalsporten, men de mest populære sportsgrene, hvad angår mediedækning, er nærmere formel 1-løb, rally, ishockey og fodbold. 
I ishockey hører Finland traditionelt til verdenseliten og har vundet VM-titlen fire gange: 1995, 2011, 2019 og 2022. En række af de bedste finske ishockeyspillere har opnået store karrierer i den nordamerikanske liga NHL, fx Teemu Selänne og Saku Koivu. Finlands fodboldlandshold har aldrig kvalificeret sig til VM-, men én gang til EM-slutrunden (2021), hvor holdet ikke kom videre fra indledende runde (trods sejr over Danmark). En række finske spillere har haft fine karrierer i klubber i de store ligaer, fx Jari Litmanen, Sami Hyypiä, Jussi Jääskeläinen, Antti Niemi og Mikael Forsell.
I forhold til landets størrelse har Finland produceret ganske mange topkørere inden for motorsport. Således har hele tre finske kørere vundet VM-titlen i formel 1-løb: Keke Rosberg (1982), Mika Häkkinen (1998 og 1999) samt Kimi Räikkönen (2007). Inden for rally har en række verdensmestre været fra Finland, blandt andre Marcus Grönholm, Hannu Mikkula og Ari Vatanen. 
Med landets nordlige beliggenhed og de lange perioder af året, hvor der er sne, er det ikke så underligt, at Finland også har produceret en lang række store skisportsstjerner. Især inden for skihop har finner gjort sig positivt bemærket med blandt andet sportens i særklasse mest vindende atlet, Matti Nykänen, der vandt fire OL-guldmedaljer og hentede fem verdensmesterskaber. Blandt de seneste års store navne er Janne Ahonen. De fleste succeser er kommet inden for de nordiske discipliner, mens blandt andet Kalle Palander og Tanja Poutiainen i de senere år også har været med i toppen i de alpine discipliner.
Gennem årene har der været en række af bemærkelsesværdige atletikudøvere fra Finland. De tre mellem- og langdistanceløbere, Hannes Kolehmainen, Paavo Nurmi og Ville Ritola vandt således tilsammen atten guld- og syv sølvmedaljer ved olympiske leger i begyndelsen af 1900-tallet. Blandt arvtagerne fra disse tre var Lasse Virén, der ved OL i 1972 og 1976 vandt fire guldmedaljer. Ud over i løb har der været store finske atleter inden for blandt andet spydkast. 
Sommer-OL 1952 blev afholdt i Helsinki, og der har været afholdt VM i atletik i Finland i 1983 og 2005. 
Blandt de foretrukne motionssportsgrene i Finland kan nævnes floorball, stavgang, motionsløb, cykelløb og skiløb.